# Silbertalbach
Der Silbertalbach im Osten des Pfälzerwalds ist ein gut 1,6 km langer Bach und ein rechter Zufluss des Mußbachs in Rheinland-Pfalz. Er fließt auf seiner gesamten Länge in der Waldgemarkung der Stadt Wachenheim an der Weinstraße und ist nach dem Silbertal benannt, dessen oberen Abschnitt er durchfließt und entwässert.

## Geographie

### Verlauf
Der Silbertalbach entspringt in 373 m Höhe auf der Nordseite des Mittleren Stoppelkopfs (517,7 m), der zum Massiv des Hinteren Stoppelkopfs (566,2 m) gehört. Der Bach folgt dem in einem Rechtsbogen nach Osten verlaufenden oberen Silbertal, das er als Kerbtal eingetieft hat. Im Bereich der Lambrechter Verwerfung, welche die Grenze zur Haardt, dem östlichen Randgebirge des Pfälzerwalds, bildet, mündet er auf 280 m Höhe in den von links und aus dem Norden heranfließenden Mußbach.
Der gut 1,6 km lange Lauf des Silbertalbachs endet 93 Höhenmeter unterhalb seiner Quelle, er hat somit ein mittleres Sohlgefälle von ungefähr 57 ‰.

### Zuflüsse
Der Silbertalbach hat keine Zuflüsse im eigentlichen Sinn. Verstärkt wird er lediglich in seinem letzten Laufdrittel durch die Abläufe von mindestens sechs Quellen, die nahe an seinem eigenen Lauf auf der Talsohle entspringen.

## Verkehr und Tourismus
Das obere Silbertal ist nur durch Forstwege und Wanderpfade erschlossen, die den Silbertalbach an seinen Ufern begleiten oder entlang der seitlichen Hänge verlaufen. Direkt unterhalb der Mündung in den Mußbach wird dieser von Nordost nach Südwest von der Kreisstraße 16 (Wachenheim–Lindenberg) überquert, über die der Bachlauf für Kraftfahrer erreichbar ist. Dort befindet sich auch ein Wandererparkplatz.